# Alfons Knauf
Alfons Nikolaus Knauf (* 18. Juli 1906 in Algringen; † 6. November 1982 in Baden-Baden) war ein deutscher Unternehmer. Gemeinsam mit seinem Bruder Karl Knauf legte er 1932 mit der Gründung einer Gipsgrube den Grundstein für das heute weltweit agierende Unternehmen Knauf Gips.

## Werdegang
Er war der Sohn des Bergmanns Matthias Knauf, der zunächst im lothringischen Algringen, später in Deutsch-Oth tätig war. 1922 zog die Familie nach Wellen an der Mosel. Alfons gründete dort bereits während der Schulzeit eine Sandgrube und studierte dann an der Technischen Hochschule Berlin gemeinsam mit seinem jüngeren Bruder Karl Bergbau. 1932 gründeten die Brüder in Schengen eine Gipsgrube. 1933 erwarben die Brüder unweit von Schengen im saarländischen Perl ein in Konkurs geratenes Kalkwerk, das sie zum Gipswerk umbauten und das danach als Gebr. Knauf Rheinische Gipsindustrie firmierte. Das Werk in Perl wurde beim Westfeldzug 1940 zerstört. Alfons Knauf wich mit seiner Familie daraufhin zeitweilig nach Iphofen aus, wo sich ein weiteres Knauf-Werk befand. Nach Ende des Westfeldzugs bauten die Brüder das Werk in Perl wieder auf und pachteten noch ein weiteres Gipswerk hinzu. Mit Kriegsende wurde ihr Unternehmen unter Zwangsverwaltung gestellt. Nach dem Zweiten Weltkrieg haben die Brüder die Firma von Iphofen aus neu aufgebaut. Sie errichteten zahlreiche Gipswerke und erwarben weitere Unternehmen. Bis 1969 hatten die Brüder die Geschäftsführung inne, dann traten ihre ältesten Söhne als persönlich haftende Gesellschafter in das Unternehmen ein. Aufbauend auf ihre Gründerleistung entwickelte sich Knauf Gips zu einer weltweit agierenden Firmengruppe.
In den 1970er Jahren bauten die Brüder Knauf im ehemaligen fürstbischöflichen Rentamt der Stadt das Knauf-Museum Iphofen mit Reliefabgüssen aus allen großen Kulturepochen auf, das 1983 eröffnet wurde.
Alfons Knauf war Ehrenvorsitzender des Bundesverbands der deutschen Gips- und Gipsbauplattenindustrie, Mitgründer und Ehrenpräsident des Verbandes der Europäischen Gipsindustrie Eurogypsum, Mitglied im Kuratorium der Fraunhofer-Gesellschaft für angewandte Forschung und der Max-Planck-Gesellschaft sowie Ehrenpräsident des Fach- und Arbeitgeberverbandes der Baustoffindustrie des Saarlands.
Er war ab 1935 verheiratet mit Anna Elisabeth Carolina Cunz, genannt Annly. Die Knauf Gruppe ist bis heute im Besitz seiner Nachkommen und der seines Bruders Karl.

## Ehrungen
- 1976: Großes Verdienstkreuz der Bundesrepublik Deutschland